# HD25843
HD25843 — хімічно пекулярна зоря спектрального класу A1, що має видиму зоряну величину в смузі V приблизно  7,6.
Вона  розташована на відстані близько 427,5 світлових років від Сонця.